# 法隆冰原島峰
85°21′S 142°54′W / 85.350°S 142.900°W
法隆冰原島峰（英語：Fallone Nunataks）是南極洲的冰原島峰，位於瑪麗伯德地，長19公里，處於羅斯冰架和沃森海崖之間的哈洛德伯德山脈東北面19公里，現時由南極條約體系管理。